# Malanea ecuadorensis
Malanea ecuadorensis är en måreväxtart som beskrevs av Charlotte M. Taylor. Malanea ecuadorensis ingår i släktet Malanea och familjen måreväxter.
Artens utbredningsområde är Ecuador. Inga underarter finns listade i Catalogue of Life.